# Famaillá (departamento)
Famaillá é um departamento da Argentina, localizado na província de Tucumã.